# Греков, Михаил Андреевич
Михаил Андреевич Греков (19 января 1909, д. Греково, Орловская губерния, Российская империя — 31 июля 1995, Москва,  СССР) — советский военачальник, генерал-майор (1958), кандидат военных наук (1955).

## Биография
Родился 19 января 1909 года в деревне Греково, ныне в Колпнянском районе Орловской области. Русский. В 1924 году окончил восьмилетнюю школу в местечке Колпны. В 1925 году вступил в комсомол и был избран секретарем ячейки. В 1926-27 годах учился в Горпромуче при шахте в городе Донецке. В 1927-29 годах работал на заводах города Днепропетровска, одновременно работая внештатным инструктором Окружкома комсомола.

### Военная служба

#### Межвоенные годы
В октябре 1929 года призван в войска ОГПУ и зачислен красноармейцем в 25-й Молдавский погранотряд войск ОГПУ в городе Тирасполь. Член ВКП(б) с 1931 года. С ноября 1931 года был секретарем политотдела пограничных войск НКВД Украины в городе Харьков. С октября 1933 года  по май 1935 года учился в Высшей пограничной школе НКВД в Москве, затем служил инструктором политотдела и комиссаром курсов в Харьковском пограничном училище войск НКВД. С апреля 1940 года — слушатель Военной академии Красной армии им. М. В. Фрунзе.

#### Великая Отечественная война
С началом  войны  Греков в октябре 1941 года окончил ускоренный курс академии и был направлен в 52-ю отдельную армию, где служил в штабе армии старшим помощником начальника и начальником отделения оперативного отдела. В ее составе принимал участие в Тихвинской наступательной операции (с 18 декабря — на Волховском фронте). 31 января 1942 года старший политрук  Греков был назначен начальником штаба 267-й стрелковой дивизии, которая в это время вела тяжелые оборонительные и наступательные бои в районе Малой Вишеры в направлении на Мясной Бор. С 28 февраля дивизия находилась в подчинении 59-й армии Волховского фронта. С 23 апреля по 31 мая она входила в состав группы войск волховского направления Ленинградского фронта, затем была подчинена командованию 2-й ударной армии и вместе с ней попала в окружение. Лишь 29 августа 1942 года  Греков тяжело раненным сумел вырваться из окружения. До марта 1943 года находился на лечении в госпитале, затем состоял в распоряжении ГУК НКО. 
16 апреля 1943 года подполковник Греков назначается начальником штаба 308-й стрелковой дивизии, находившейся в резерве Ставки ВГК. В конце мая дивизия вошла в 3-ю армию Брянского фронта. С 12 июля она участвовала в Курской битве, в Брянской наступательной операции. Ее части форсировали реки Болва, Десна и перерезали шоссейную дорогу Брянск — Рославль. 21 сентября они вышли на реку Ипуть и форсировали ее. За проявленную отвагу в боях за Отечество с немецкими захватчиками, за стойкость, мужество, дисциплину и организованность, за героизм личного состава приказом НКО от 23 сентября 1943 года дивизия была преобразована в 120-ю гвардейскую стрелковую. 
19 ноября 1943 года полковник  Греков переведен начальником штаба 41-го стрелкового корпуса и участвовал с ним в Гомельско-Речицкой и Рогачевско-Жлобинской наступательных операциях. 31 марта 1944 года был освобожден от исполнения должности и в апреле назначен заместителем командира 35-го стрелкового корпуса. Воевал с ним на 1-м и 2-м (с 5 июля) Белорусских фронтах. Соединения корпуса участвовали в Белорусской, Бобруйской, Минской и Белостокской наступательных операциях. В ходе последней в период с 20 по 23 июля полковник М. А. Греков временно командовал 250-й стрелковой дивизией этого же корпуса. 
31 августа 1944 года принял командование 348-й стрелковой Бобруйской Краснознаменной дивизией и воевал с ней до конца войны. В начале сентября ее части перешли границу СССР с Германией юго-восточнее города Остроленка и штурмом овладели этим городом. С 7 сентября дивизия находилась в резерве 35-го стрелкового корпуса. В середине октября она вела бои по расширению плацдарма на реке Нарев, затем была выведена во второй эшелон. С 15 января 1945 года ее части принимали участие в Восточно-Прусской, Млавско-Эльбингской наступательных операциях (с 10 февраля — на 3-м Белорусском фронте). За овладение городами Вормдитт и Мельзак дивизия была награждена орденом Кутузова 2-й ст. (05.04.1945). К 26 марта ее части вышли на юго-восточный берег залива Фришес-Хафф (юго-западнее Кенигсберга), где приводили себя в порядок и несли службу боевого охранения. В апреле дивизия была переброшена в район Кюстрина, затем включена в 1-й Белорусский фронт и участвовала в Берлинской наступательной операции.
За время боевых действий комдив Греков был 10 раз персонально упомянут в благодарственных в приказах Верховного Главнокомандующего.

#### Послевоенное время
После войны продолжал командовать дивизией. В феврале 1946 года полковник Греков  переведен на должность командира 5-й стрелковой Орловской ордена Ленина Краснознаменной орденов Суворова и Кутузова дивизией в Минском ВО. С июля 1946 года по январь 1947 года проходил подготовку на курсах усовершенствования командиров стрелковых дивизий при Военной академии им. М. В. Фрунзе, затем был оставлен в ней для использования на преподавательской работе. С января 1948 года исполнял должность старшего преподавателя по оперативно-тактической подготовке и тактического руководителя учебной группы основного факультета. С июля 1949 года зачислен слушателем 2-го курса факультета заочного обучения. С марта 1950 года продолжал службу старшим преподавателем кафедры общей тактики, а с июля 1951 года — кафедры тактики высших соединений. В январе 1953 года прикомандирован к адъюнктуре академии, по окончании которой с 23 ноября 1955 года исполнял должность старшего тактического руководителя кафедры оперативно-тактической подготовки. 6 августа 1958 года откомандирован в распоряжение КГБ при Совете Министров СССР и назначен начальником кафедры оперативно-тактической подготовки в Московское высшее пограничное командное училище,  В 1966 году уволен в запас, а затем в отставку.
После этого  работал на должностях доцента военной кафедры МГУ и Академии МВД СССР. В 1982 году из-за болезни прекратил работу и активно включился в ветеранскую деятельность. Он являлся одним из инициаторов создания Совета ветеранов 348-й стрелковой дивизии, был его бессменным председателем .
Скончался 31 июля 1995 года. Похоронен на Троекуровском кладбище в Москве.

## Награды
СССР
- орден Ленина (05.11.1954)[6]
- четыре ордена Красного Знамени (11.10.1943[7], 10.02.1945[8], 06.04.1945[9], 15.11.1950[10][6])
- орден Суворова II степени (29.05.1945)[11]
- орден Кутузова II степени (23.07.1944)[12]
- два ордена Отечественной войны I степени (02.08.1943[13], 1985[14])
- орден Красной Звезды (03.11.1944[15][6])
  - медали в том числе:
  - «За оборону Ленинграда» (1945)
  - «За победу над Германией в Великой Отечественной войне 1941—1945 гг.» (1945)
  - «За взятие Кенигсберга» (1945)
  - «За взятие Берлина» (1945)
  - «Ветеран Вооружённых Сил СССР» (1976)
- знак «50 лет пребывания в КПСС»

Приказы (благодарности) Верховного Главнокомандующего в которых отмечен М. А. Греков.
- За овладение штурмом городом и крупным промышленным центром Белосток — важным железнодорожным узлом и мощным укрепленным районом обороны немцев, прикрывающим пути к Варшаве. 27 июля 1944 года № 151.
- За овладение штурмом городом и крепостью Остроленка — важным опорным пунктом обороны немцев на реке Нарев. 6 сентября 1944 года № 184.
- За переход  в наступление на двух плацдармах на западном берегу реки Нарев, севернее Варшавы, прорыв глубоко эшелонированной обороны противника и овладение  сильными опорными пунктами обороны немцев городами Макув, Пултуск, Цеханув, Нове-Място, Насельск. 17 января 1945 года.  № 224.
- За прорыв сильно укрепленной оборону немцев на южной границе Восточной Пруссии, вторглись в её пределы и овладение городами Найденбург, Танненберг, Едвабно и Аллендорф — важными опорными пунктами обороны немцев. 21 января 1945 года. № 239.
- За овладение городами Восточной Пруссии Вилленберг, Ортельсбург, Морунген, Заальфельд и Фрайштадт — важными узлами коммуникаций и сильными опорными пунктами обороны немцев. 23 января 1945 года. № 246.
- За овладение штурмом городами Вормдитт и Мельзак — важными узлами коммуникаций и сильными опорными пунктами обороны немцев. 17 февраля 1945 года. № 282.
- За овладение городом Браунсберг — сильным опорным пунктом обороны немцев на побережье залива Фриш-Гаф. 20 марта 1945 года. № 303.
- За овладение городом Хайлигенбайль — последним опорным пунктом обороны немцев на побережье залива Фриш-Гаф, юго-западнее Кёнигсберга. 25 марта 1945 года. № 309.
- За завершение ликвидации окружённой восточно-прусской группы немецких войск юго-западнее Кёнигсберга. 29 марта 1945 года. № 317.
- За завершение ликвидации группы немецких войск, окруженной юго-восточнее Берлина. 2 мая 1945 года. № 357.

Других государств
- орден «Легион почёта» (США- май 1945)[5]
- рыцарский крест ордена «Виртути Милитари» (1945- ПНР)[5]
- медаль «За Одру, Нису и Балтику» (1945- ПНР)[5]

Почётный гражданин
- города Стародуб (Россия)[5]
- города Мосты (Белоруссия)[5]